# Tuzoia australis
Tuzoia australis ist eine ausgestorbene Art aus der Gattung Tuzoia mit unsicherer Stellung innerhalb der Gliederfüßer (Arthropoda).

## Merkmale
Tuzoia australis hatte einen eiförmigen Umriss (Verhältnis Länge zu Höhe 1,55) und eine Panzerlänge von 37 mm. Die beiden spitz zulaufende bezw. schnabelartigen Fortsätze (Rostrums) waren kurz, spitz und von etwa gleicher Größe. Die Sehkerbe war flach ausgebildet. Der hintere Rand des Körpers war leicht konvex und besaß einen Stachel. Die laterale Linie war sehr schwach oder gar nicht vorhanden. Die netzartige Struktur der Oberfläche war gleichmäßig und sehr feinmaschig über die gesamte seitliche Fläche vorhanden.

## Fundorte
Es wurden insgesamt nur vier schlecht erhaltene Panzer im unterkambrischen Emu-Bay-Schiefer in Australien gefunden.

## Systematik
Die Art wurde 1979 von Martin F. Glaessner erstbeschrieben und unterscheidet sich von anderen Arten der Gattung Tuzoia durch ihre geringere Größe, die eher feinmaschige netzartige Struktur und die kaum ausgebildeten Stacheln.